# Zhangjiakou
Zhangjiakou (en chino, 张家口; pinyin, Zhāngjiākǒu (escuchar)ⓘ) conocida como Kalgan en Europa hasta mediados del siglo XX, es una ciudad-prefectura en la provincia de Hebei, República Popular China. La ciudad se encuentra de Pekín, Shanxi y Mongolia Interior a una distancia de 118 km. Su área es de 36 947 km² y su población de 4 300 000 habitantes.

## Administración
La ciudad-prefectura de Zhangjiakou se divide en 16 localidades que se administran en 6 distritos urbanos y 10 condados rurales.
- Distrito Qiaoxi 桥西区 Qiáoxī Qū
- Distrito Qiaodong 桥东区 Qiáodōng Qū
- Distrito Xiahuayuan 下花园区 Xiàhuāyuán Qū
- Distrito Wanquan 万全区 Wànquán Qū
- Distrito Chongli 崇礼区 Chónglǐ Qū
- Distrito Xuanhua 宣化区 Xuānhuà Qū
- Condado Zhangbei 张北县 Zhāngběi Xiàn
- Condado Kangbao康保县 Kāngbǎo Xiàn
- Condado Guyuan 沽源县 Gūyuán Xiàn
- Condado Shangyi 尚义县 Shàngyì Xiàn
- Condado Yu 蔚县 Yù Xiàn
- Condado Yangyuan 阳原县 Yángyuán Xiàn
- Condado Huai'an 怀安县 Huái'ān Xiàn
- Condado Huailai 怀来县 Huáilái Xiàn
- Condado Zhuolu 涿鹿县 Zhuōlù Xiàn
- Condado Chicheng 赤城县 Chìchéng Xiàn

## Toponimia
El topónimo Zhangjiakou [/zhang-chiá-kóu
/] está formado de los sinogramas Zhang (张 nombre propio), Jia (家 familia) y Kou (口 boca) que originalmente era Bao (堡 ) y significa 'fortaleza', lo que da como resultado 'Fortaleza de la familia Zhang' (张家堡 Zhangjiabao), llamada así en honor al funcionario de la era Ming Zhang Wen (张文) que dirigió su construcción a partir de 1429. El cambio de Bao a Kou se debe a que en 1529, la guarnición Zhang Zhen (张珍) abrió una pequeña puerta en la muralla norte de la ciudad, llamada "la pequeña puerta del norte", como la puerta era tan pequeña como una boca y fue construida por Zhang Zhen, se la llamó "Zhangjiakou".
El nombre Kalgan conocido por los europeos viene del mongol clásico Qaɣalɣan que es una abreviación de Čiɣulaltu Qaɣalɣa que significa 'puerta de encuentro' por su importancia a lo largo de las rutas comerciales chino-mongolas. Las formas mongoles modernas de estos nombres son Haalgan (Хаалган) y Chuulalt Haalga (Чуулалт Хаалга) .

## Historia
En el periodo de primavera y otoño, su parte norte estaba habitada por los hunos, mientras que la parte sur del territorio por el reino Yan.
La escasez de agua en la ciudad ha sido históricamente la puerta principal del norte de la Gran Muralla  China para los europeos que viajan por la Ruta del té.
En agosto de 1211, se planteó la batalla del monte del Tejón, Gengis Kan con un grupo de 90 000 hombres destruyó el ejército de 450 000 de la dinastía Jin (1115-1234).
En el siglo XIX, la ciudad fue la sede de un comercio con tránsito de gran envergadura. A principios de otoño largas filas de camellos venían de todas partes para el transporte de las cajas de té de Zhangjiakou a Kiajta.
En octubre de 1909, Kalgán o Zhangjiakou estaba conectada por ferrocarril con Pekín. La Encyclopædia Britannica (edición de 1911) señala que, en Kalgan «las casas tienen un aspecto inusual, desde el hecho de que están en su mayoría cubierta con tierra y se cubren de verde pradera», y que «en el camino a Pekín el camino pasa por una hermoso puente de siete arcos, adornados con figuras de mármol».
En 1937 los japoneses ocuparon la región e hicieron a Kalgán la capital de la región autónoma de Cha-nan (Sur Chahar).los Federados de Mengjiang creó una Comisión para supervisar los asuntos económicos, la banca, las comunicaciones y la industria de la ocupada por los japoneses de Mongolia Interior (Mengjiang).
A principios de 1960 en el apogeo de las tensiones sino-soviética, Zhangjiakou fue considerada como una de las ciudades más importantes en China por razones de estrategia militar. Zhangjiakou fue apodada, acertadamente, "Puerta del Norte de Pekín".
En 2022 albergó las pruebas de esquí como parte de los Juegos Olímpicos de Invierno de Pekín 2022.

## Geografía
Las montañas Yin atraviesan el centro de la ciudad y, naturalmente, la separan en dos partes. La parte norte se encuentra en el borde sur de la meseta de Mongolia, y la parte sur se encuentra en la zona de transición entre la llanura del norte de China y la meseta de Mongolia, con cerros como su topografía principal. Las praderas garantizan buenas condiciones para el desarrollo de cultivos comerciales y la ganadería.

## Clima
La ciudad tiene un clima monzónico continental con el calor y la lluvia que llegan en la misma temporada. El clima es fresco en verano y frío en invierno. Con mucho sol y también está dotada de abundantes recursos de energía eólica.
| Parámetros climáticos promedio de Zhangjiakou (1971−2000) | Parámetros climáticos promedio de Zhangjiakou (1971−2000) | Parámetros climáticos promedio de Zhangjiakou (1971−2000) | Parámetros climáticos promedio de Zhangjiakou (1971−2000) | Parámetros climáticos promedio de Zhangjiakou (1971−2000) | Parámetros climáticos promedio de Zhangjiakou (1971−2000) | Parámetros climáticos promedio de Zhangjiakou (1971−2000) | Parámetros climáticos promedio de Zhangjiakou (1971−2000) | Parámetros climáticos promedio de Zhangjiakou (1971−2000) | Parámetros climáticos promedio de Zhangjiakou (1971−2000) | Parámetros climáticos promedio de Zhangjiakou (1971−2000) | Parámetros climáticos promedio de Zhangjiakou (1971−2000) | Parámetros climáticos promedio de Zhangjiakou (1971−2000) | Parámetros climáticos promedio de Zhangjiakou (1971−2000) |
| Mes                                                       | Ene.                                                      | Feb.                                                      | Mar.                                                      | Abr.                                                      | May.                                                      | Jun.                                                      | Jul.                                                      | Ago.                                                      | Sep.                                                      | Oct.                                                      | Nov.                                                      | Dic.                                                      | Anual                                                     |
| --------------------------------------------------------- | --------------------------------------------------------- | --------------------------------------------------------- | --------------------------------------------------------- | --------------------------------------------------------- | --------------------------------------------------------- | --------------------------------------------------------- | --------------------------------------------------------- | --------------------------------------------------------- | --------------------------------------------------------- | --------------------------------------------------------- | --------------------------------------------------------- | --------------------------------------------------------- | --------------------------------------------------------- |
| Temp. máx. media (°C)                                     | −2.2                                                      | 1.5                                                       | 8.4                                                       | 17.9                                                      | 24.8                                                      | 28.5                                                      | 29.4                                                      | 27.7                                                      | 23.2                                                      | 16.3                                                      | 6.6                                                       | −0.4                                                      | 15.1                                                      |
| Temp. mín. media (°C)                                     | −12.9                                                     | −10.0                                                     | −3.6                                                      | 4.6                                                       | 11.2                                                      | 16.0                                                      | 18.7                                                      | 17.2                                                      | 11.2                                                      | 4.3                                                       | −4.0                                                      | −10.5                                                     | 3.5                                                       |
| Precipitación total (mm)                                  | 2.0                                                       | 4.1                                                       | 9.1                                                       | 14.0                                                      | 33.1                                                      | 60.6                                                      | 109.9                                                     | 100.5                                                     | 45.0                                                      | 16.9                                                      | 6.3                                                       | 2.1                                                       | 403.6                                                     |
| Días de precipitaciones (≥ 0.1 mm)                        | 1.7                                                       | 2.5                                                       | 4.6                                                       | 4.8                                                       | 7.6                                                       | 10.2                                                      | 13.4                                                      | 12.8                                                      | 9.1                                                       | 4.3                                                       | 2.6                                                       | 1.7                                                       | 75.3                                                      |
| Fuente: Weather China                                     |                                                           |                                                           |                                                           |                                                           |                                                           |                                                           |                                                           |                                                           |                                                           |                                                           |                                                           |                                                           |                                                           |